# Cangling, Yunnan
Cangling Zhen (kinesiska: 苍岭, 苍岭镇) är en köping i Kina. Den ligger i provinsen Yunnan, i den sydvästra delen av landet, omkring 100 kilometer väster om provinshuvudstaden Kunming. Antalet invånare är 27 750. Befolkningen består av 13 777 kvinnor och 13 973 män. Barn under 15 år utgör 18,0 %, vuxna 15-64 år 72 %, och äldre över 65 år 9,0 %.
Genomsnittlig årsnederbörd är 937 millimeter. Den regnigaste månaden är augusti, med i genomsnitt 189 mm nederbörd, och den torraste är februari, med 10 mm nederbörd.